# Комборня
Комборня (пол. Kombornia) — лемківське село в Польщі, у гміні Корчина Кросненського повіту Підкарпатського воєводства.
Населення — 1446 осіб (2011).

## Історія
Біля Кальтборна, як спершу називали населений пункт, пролягало одразу два давні великі шляхи — через Дуклю до Угорщини і з Кросна через Домарадз до Перемишля і на Львова.
У вигідній місцині цей населений пункт заклали саксонці, заснувавши таким чином нову етнографічну групу глухонімці чи лісові німці. Відтак і поселення жило за німецьким правом.
Перша писемна згадка про населений пункт під назвою «де Кальтборн» датована 1426 роком. Того століття власником населеного пункту була родина Каменецьких. 26 січня 1448 року внаслідок поділу майна між трьома братами Каменецькими Кальтборня дісталася Генрикові разом із Ванівкою, Шклярами, Завадою і Яблоницею. Цю власність Генрика підтверджено 1449 року. Відомо, що станом на 1536 рік село продовжувало перебувати у власності Каменецьких.
Після Кам'янецьких наступною-родиною власницею Комборні були Бонери, їм також належав замок Оджиконь. У 1590-х із назвою Камборня населений пункт перейшов до Фірлеїв. Деякий час дідичем був Єнджей Раппе. Станом на початок 1600-х років у Комборні був власний замок на подобі оджиконського. Та у XVIII i XIX століттях його перебудували в садибу панів Фірлеїв.
На свято Божого Тіла 1624 року на село напали татари. Місцевому ксьондзу Себастьянові Краузовічу вдалося втекти від нападників. Також він врятував «образ» Матері Божої, замовленого одним зі своїх попередників, Станіславом Клечеком, у 1493 році. Згодом цей образ було короновано, а 1636 року Петро Фірлей відновив парафію. Останніми власницями Комборні від Фірлеїв були Констанція Тереса, яка приблизно 1660 року вийшла заміж за Казимира Кароля Тарновського.
Донька Казимира Кароля і Констанції Терези, Францішка, вийшла заміж за Клеменса Ігнація Устшицького гербу Пшестшал. Згодом власником був Станіслав Вербовський, а 1735-го Комборню придбав Ігнацій Урбанський. У цій родині Комборня перейшла до сина Ігнація, Адама Урбанського (1775—1803), а тоді і до Станіслава (1803—1833) та Фелікса. Якраз тоді, у ХІХ столітті сформувалася сучасна назва населеного пункту. А на Феліксові увірвалася влада Урбанських у цій місцині: заможній шляхтич був одним з провідників Краківського повстання та навіть збирав однодумців у власному маєтку. У лютому 1846 року власника Комборні було схоплено, а селяни протягом лютого-березня під час Галицького повстання цілковито сплюндрували його маєток.
За Урбанських Комборня швидко розвивалася: ще до 1842 року в селі функціонувала однокласова школа, її засновником був ксьондз Рибчинський, а першим цивільним вчителем — Войцех Газда.
Новим власником маєтку після повстань став Пйотр Тхужницький. Після нього Комборня знову повернулася роду Урбанських — Марії Урбанській і її чоловікові Генрикові Шеліському.
Комборня постраждала під час Першої світової війни. Село 19 грудня 1915 року опинилося у центрі кровопролитних боїв поміж військами Російської і Австро-Угорської імперій. Під час цих боїв російська армія зруйнувала будівлю місцевої школи. Бої закінчилися лише 8 травня, коли росіяни відступили з довколишніх вершин.
У міжвоєнні часи у Комборні було розібрано дерев'яний храм. Цінності з нього ксьондз Тадеуш Сабік переніс у костел села Безмігова Горішня, серед них келих (1810 року) і шати з (кінця XVII століття).
Останнім з власників села був їхній[чий?] син Генрик. Він помер під час Другої світової війни у гітлерівському таборі Аушвіц.
У час німецької окупації чимало селян Комборні потрапили на примусові роботи до Німецької імперії: Станіслав і Яніна Пельци, Пауліна Кволек, родина Пиція, Станіслава Пойзнара, Фердинанда Войнара та Генрика Двугоша. Згодом маєток Урбанських понищили радянські війська в Другу світову війну, які оселились у ньому на постій під час наступу та розпалювали вогнища у приміщеннях.
Мешканці села прихильно ставились до польських повстанців. На Лупаній горі в хаті Яцка Конарського переховувались Барбара Войцеховська (псевдо «Ганка») і єврейка Данута Фішбейн, гостював відділ «Борути» З. Церковняка. А в хаті Анни Мермон жовніри Армії Крайової мали підпільні зустрічі й складали присяги.
Відтак під час трьох нальотів 7 листопада і 8 грудня 1943-го, а також 1 липня 1944 року німецька поліція розстріляла загалом 36 мешканців Комборні. Усіх їх поховано на місцевому кладовищі.
Того ж 1944-го у Комборні в боях загинули радянські вояки. Після ексгумації їхні тіла поховано на військовому цвинтарі в Дуклі.
У 1975—1998 роках село належало до Кросненського воєводства.

## Сучасність
У селі є футбольний клуб «Двур Комборня», який існує з 2004 року і успішно виступає на аматорському рівні.
У 2014 році у межах спільного проєкту Польщі з ЄС 10-гектарний маєток у Комборні відновлено, сьогодні у ньому працює 4-зірковий готель з двома ресторанами і баром.

## Демографія
Демографічна структура станом на 31 березня 2011 року:
|          | Загалом | Допрацездатний вік | Працездатний вік | Постпрацездатний вік |
| -------- | ------- | ------------------ | ---------------- | -------------------- |
| Чоловіки | 708     | 145                | 482              | 81                   |
| Жінки    | 738     | 165                | 396              | 177                  |
| Разом    | 1446    | 310                | 878              | 258                  |

## Пам'ятки
- Маєток Ігнація Урбанського 1700-х років, споруджений на місці замку XVI століття. Навколо нього є стави, які колись виконували оборонну функцію. У цій садибі 1846 року збиралися краківські повстанці.
- Каплиця біля траси Ряшів — Барвінок. Пов'язана із легендою про святого Яна з Дуклі. Біля каплиці віряни моляться за здоров'я.
- Костел 1930-х років. Його бароковий вівтар є давнішим за саму споруду і походить з 1775 року. У ньому є давні образи святого Казимира і Коронації Матері Божої.

## Відомі постаті
- Йосип Ящишин (1930) — радянський та український хімік, відмінник освіти України, академік Української технологічної академії, доктор технічних наук (1988).
- Станіслав Пігонь (1885—1968), науковець-полоніст, історик польської літератури. Рідному селу він присвятив твір «З Комборні у світ». Ім'я цього літературознавця має комборнська школа
- Леон Войнар — відомий монах-капуцин, який мешкав у Кросно.